# Stadthallenbrücke
Stadthallenbrücke (en español, Puente Stadthalle) es un puente fluvial de la ciudad de Hamburgo, al norte de Alemania. El puente atraviesa el canal de Goldbeck, de los principales afluentes del río Alster que discurre al noreste del Außenalster, desembocando en él. El puente, construido entre 1914 y 1916, conecta con la entrada suroriental del Stadtpark de Hamburgo y fue declarado monumento alemán de la ciudad de Hamburgo (con número de registro 22022).

## Descripción
La construcción del puente, de 21,90 metros de largo, se llevó a cabo bajo el mando de Fritz Schumacher, arquitecto jefe de la ciudad de Hamburgo y cofundador de la Federación de Arquitectos de Alemania.
Schumacher había proyectado el rediseño estructural del parque de la ciudad de Hamburgo cuando aún era profesor en la Escuela de Artes Aplicadas de Dresde, y su mudanza a Hamburgo como arquitecto jefe se debió a la oportunidad que se le dio de implementar sus planes. El puente junto con las demás construcciones de mampostería circundantes a lo largo de la orillas del canal, incluido el contiguo Saarlandbrücke (un puente mayor de dos carreteras que une el canal con el Barmbeker Schtichkanal), forman un conjunto arquitectónico y visual.
La cerámica de la barandilla del puente es obra del escultor arquitectónico, ceramista y exalumno de Schumacher, Richard Kuöhl, quien más tarde diseñaría también la fachada del ayuntamiento. Schumacher había conocido a Kuöhl en la Escuela de Artes Aplicadas de Dresde y, durante su tiempo como arquitecto jefe de Hamburgo, le encargó regularmente obras de diseño decoraciones de edificios recién construidos.
El nombre del puente, Stadthallenbrücke, se debe al aledaño establecimiento homónimo, un restaurante de lujo y de grandes dimensiones muy famoso en aquella época, que sufrió graves daños durante los bombardeos de 1943, y demolido como parte de los planes de renovación de la ciudad durante la Wirtshcaftswunder entre 1951 y 1952.

## Galería

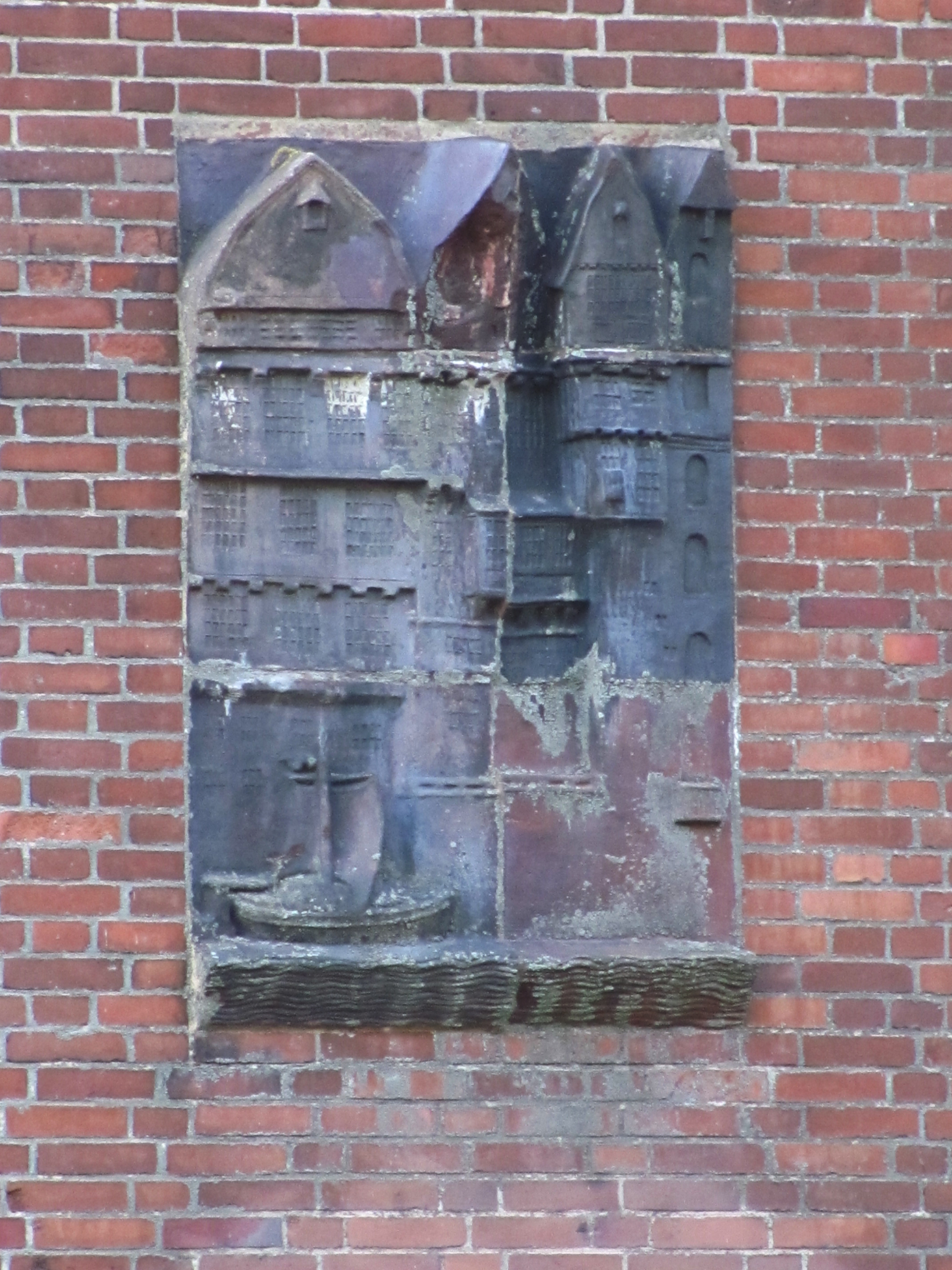
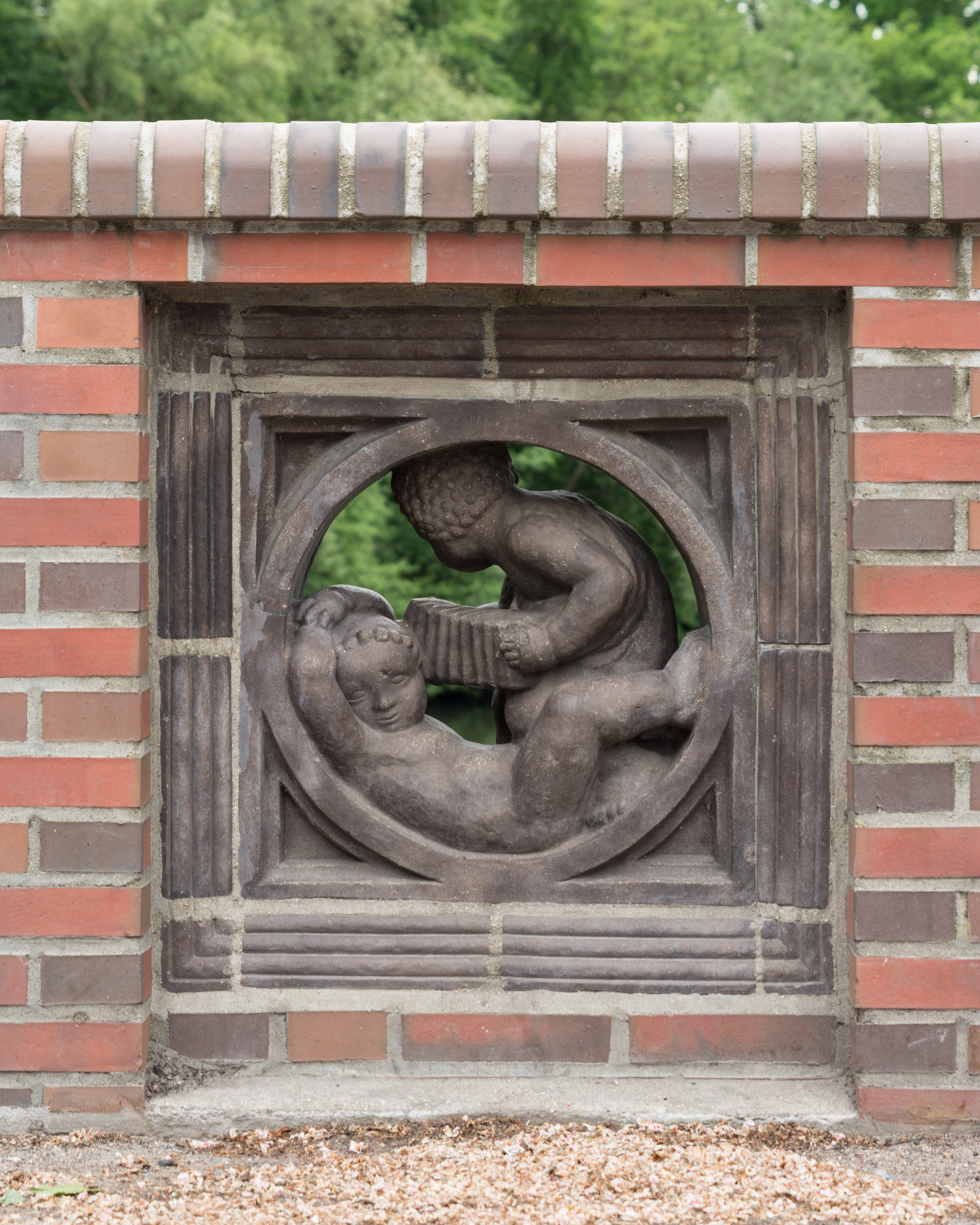
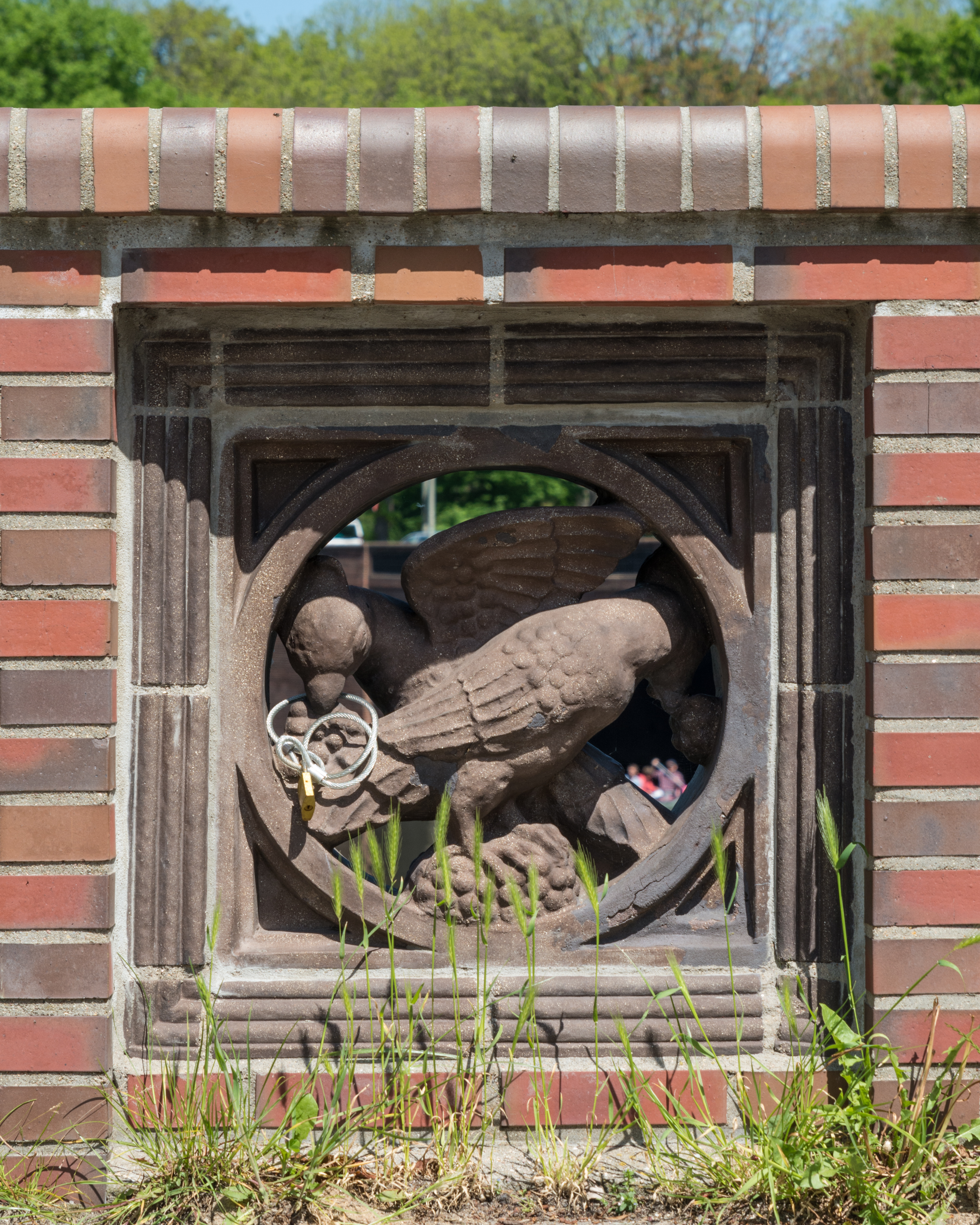
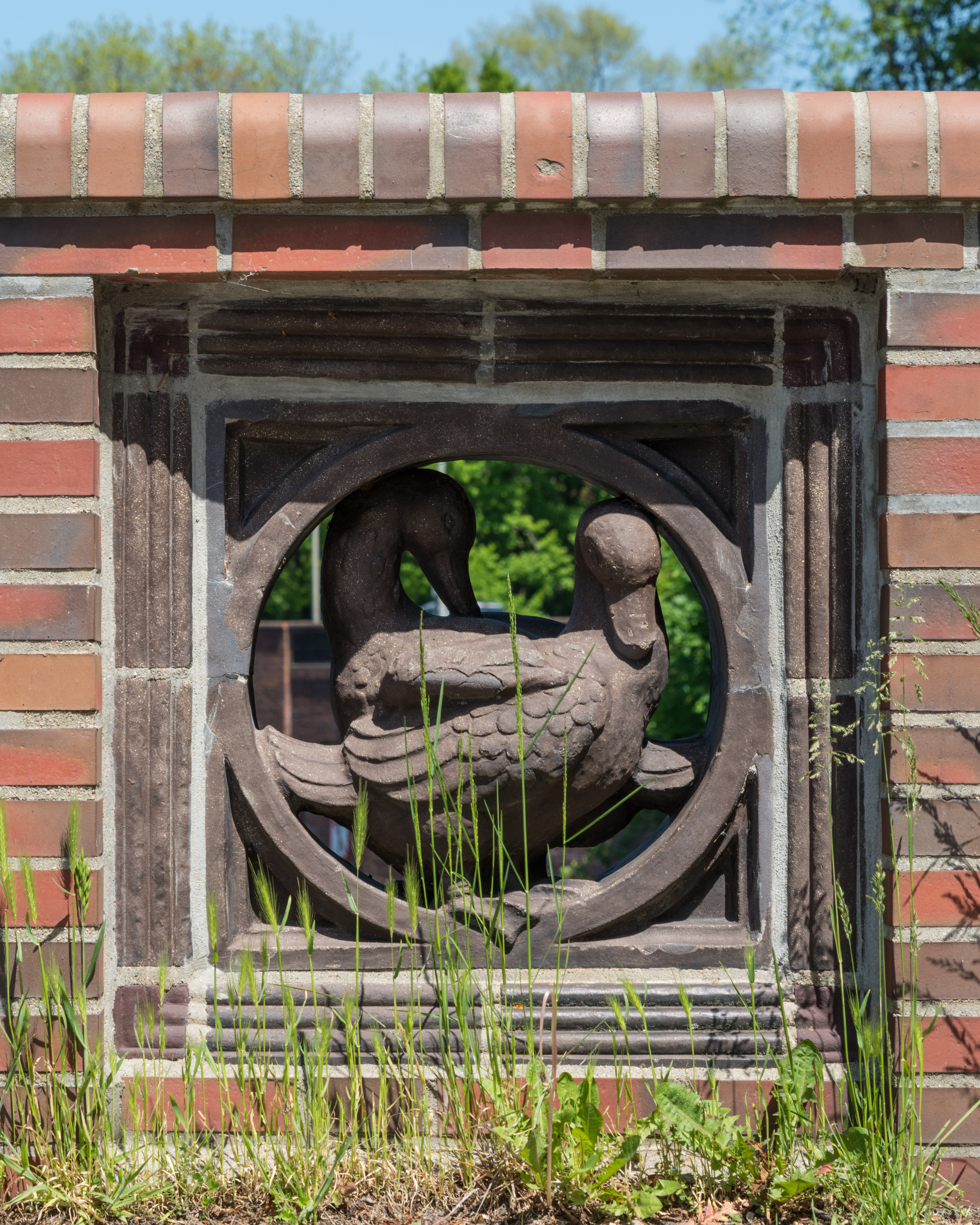
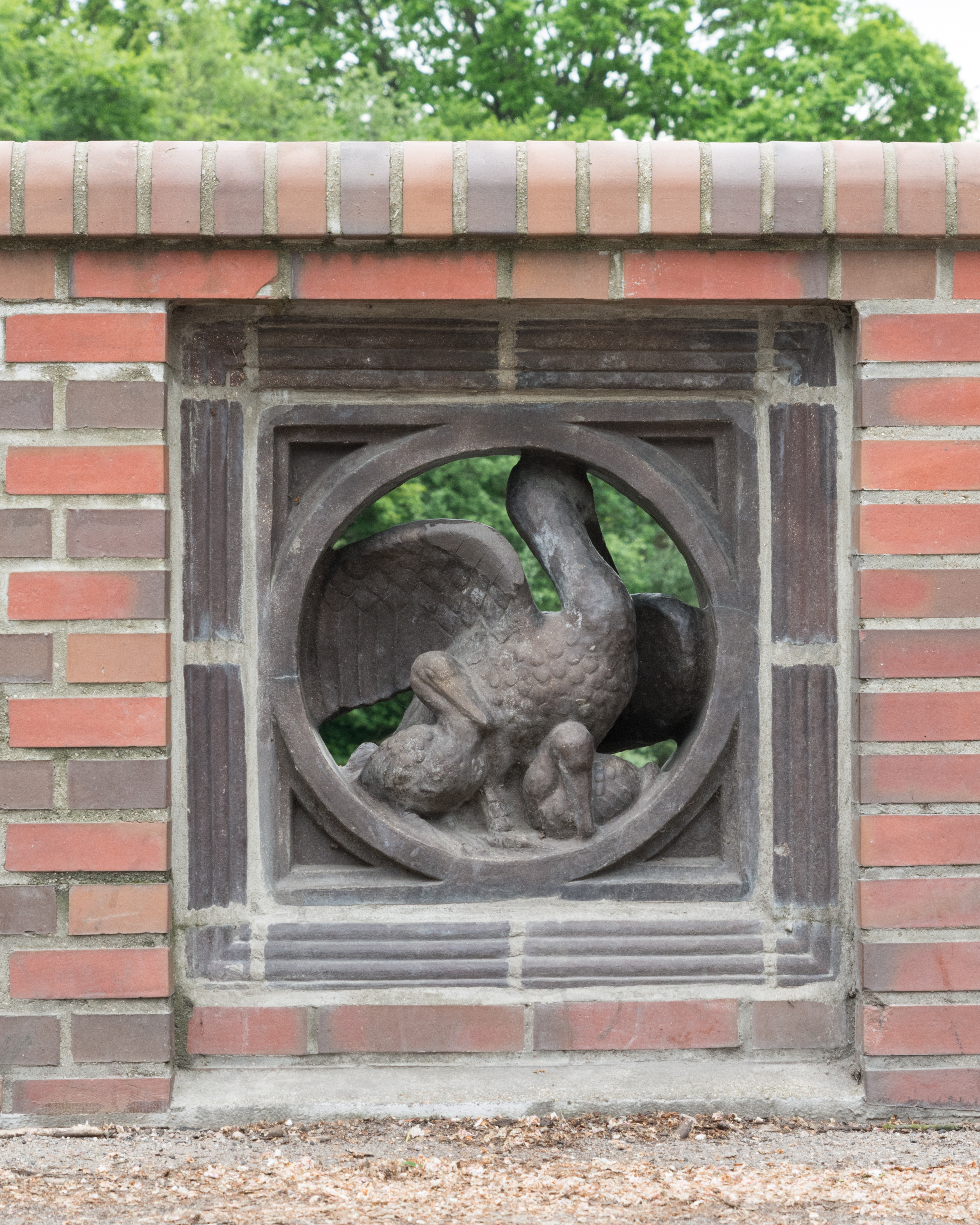
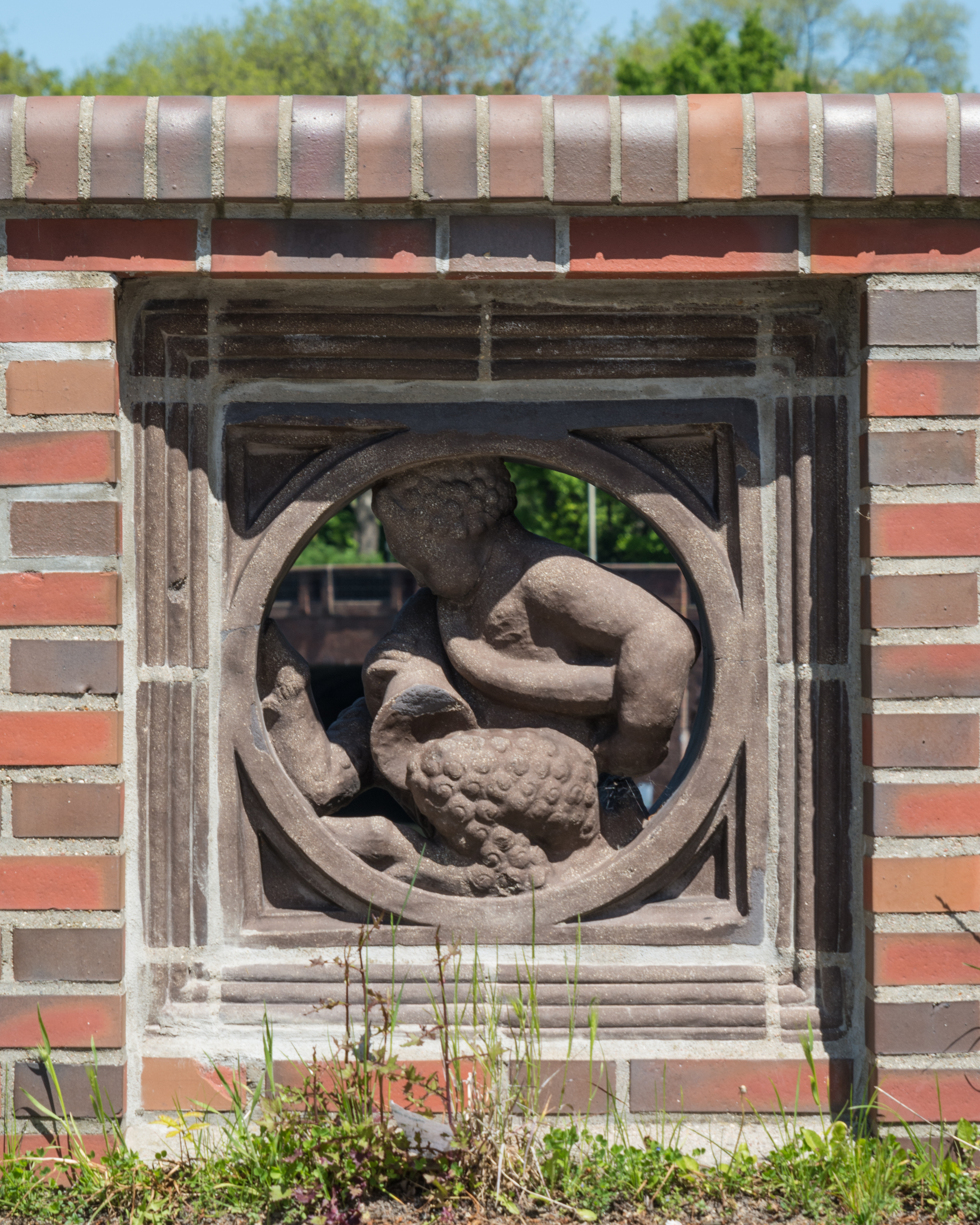
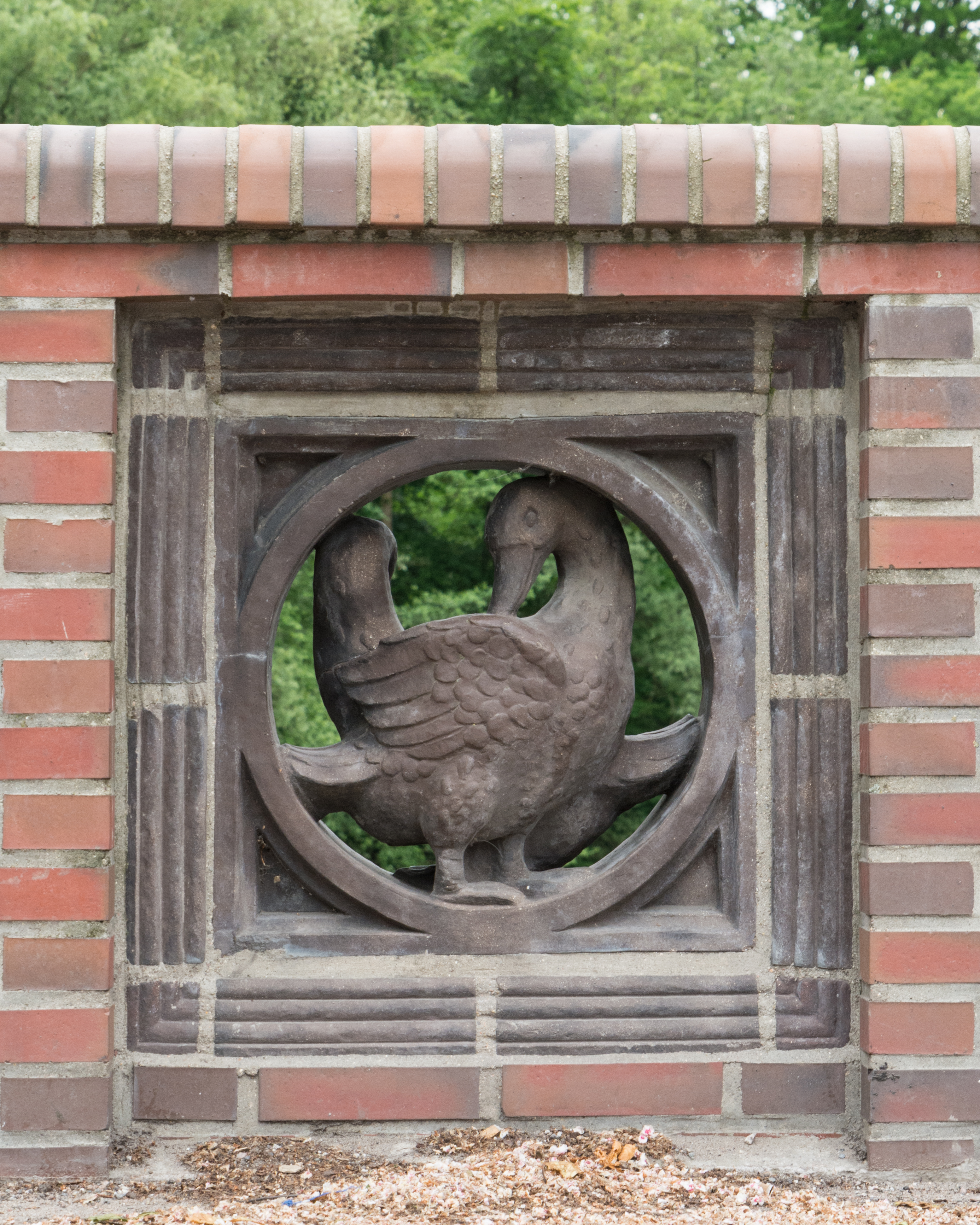
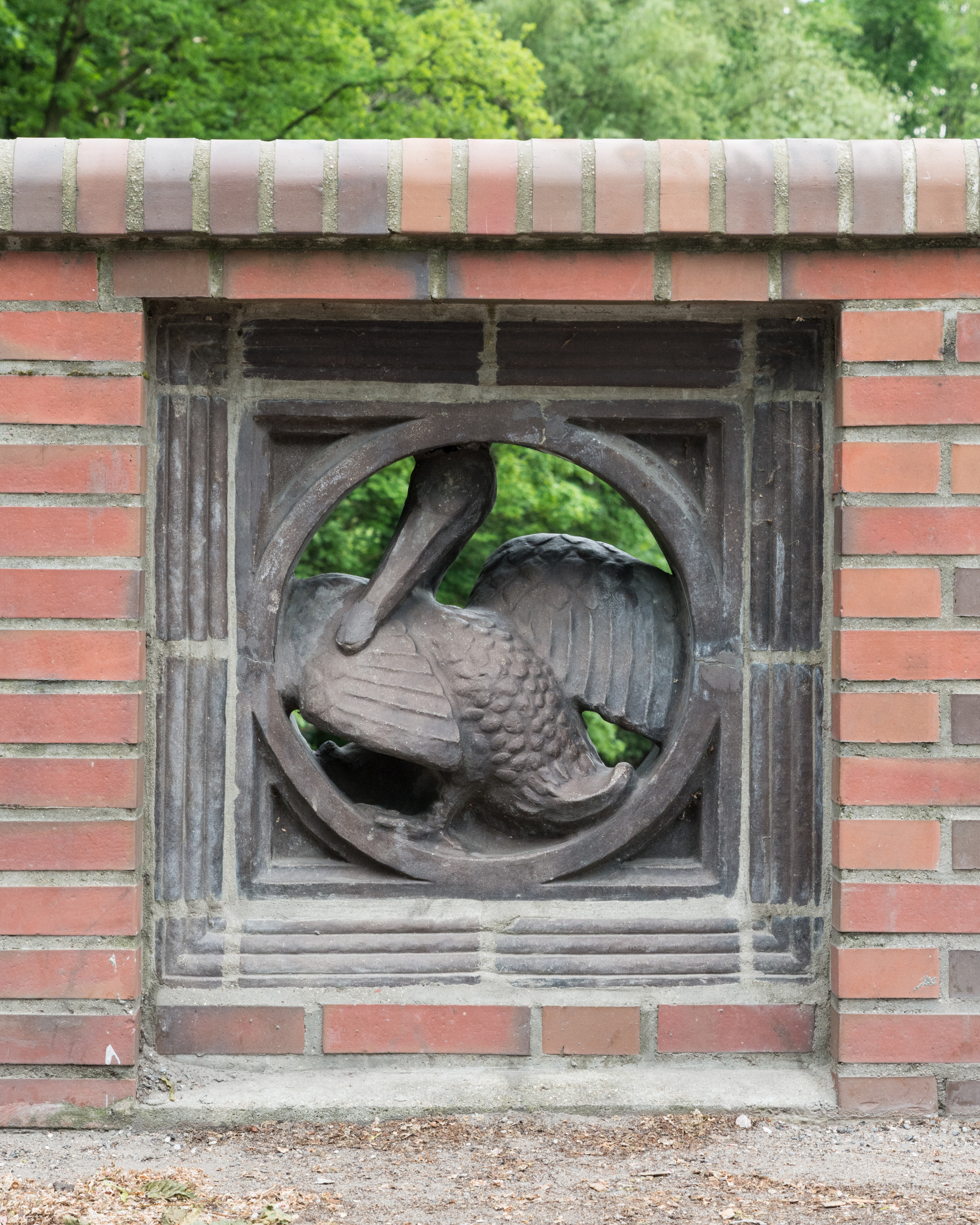